# Helga Happ
Helga Happ (* 3. Januar 1951) ist eine österreichische Sachverständige für Reptilien und Gifttiere und Leiterin des Reptilienzoos Happ.

## Leben
Ausgehend von ihrem Wunsch Kindergärtnerin zu werden, ließ sich Happ in der Bundesbildungsanstalt für Kindergartenpädagogik (damals BAKIP) zur Pädagogin ausbilden. Anschließend arbeitete sie fünf Jahre in einem Modellkindergarten in Feldkirchen, bevor sie eine Ausbildung als Pädagogin für geistig behinderte Kinder absolvierte. Danach unterrichtete sie zehn Jahre in einer Sonderschule für Schwerbehinderte und wechselte später in einen Klagenfurter Integrationskindergarten. Dort besuchte Happ als Aufsichtsperson mit ihren Schützlingen regelmäßig den Reptilienzoo Happ, dessen Leiter Friedrich Happ sie im Jahr 1987 heiratete. Nach dem Tod ihres Mannes im Jahr 2000 übernahm Helga Happ den Reptilienzoo als Geschäftsführerin.

## Expertin für Reptilien und Gifttiere
Neben ihren Tätigkeiten im Reptilienzoo wird Happ innerhalb Österreichs häufig zu Einsätzen mit exotischen Tieren gerufen. Für Einsätze mit ausgesetzten Exoten dient der Reptilienzoo Happ meist als Auffanglager. Aufgrund von Platzmangel werden einige der aufgenommenen Tiere entweder an Privatpersonen oder an andere Zoos abgegeben.
Laut österreichischem Tierschutzgesetz ist das Land Kärnten dazu verpflichtet, Beitragsleistungen an den Reptilienzoo zu leisten. Laut Auskunft von Christian Scheider, damals Vizebürgermeister der Stadt Klagenfurt, geschah das im Jahr 2018 nicht.

## Auszeichnungen
- Bundestierschutzpreis 2018